# António Costa Pinheiro

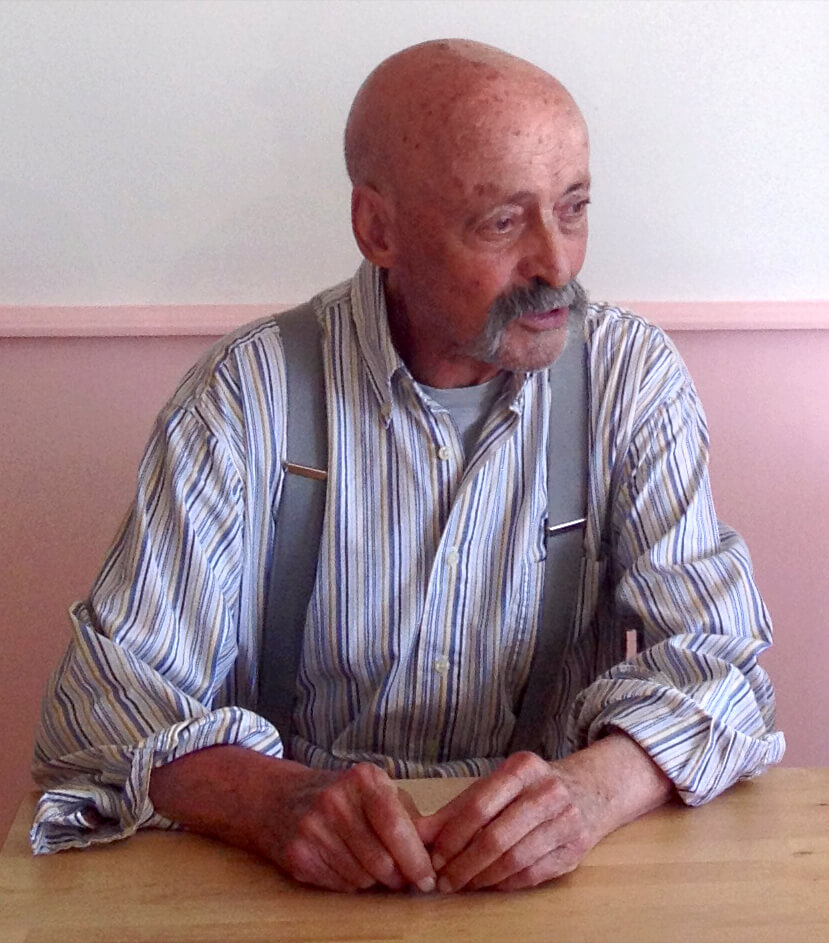
A. Costa Pinheiro, 2014

António Costa Pinheiro (* 1932 in Moura, Portugal; † 2015 in München) war ein portugiesischer Künstler, der in München-Schwabing und Portugal lebte und arbeitete.

## Leben
1957 erhielt er ein Stipendium des Bayerischen Kultusministeriums und im Jahr 1960 ein Stipendium der Stiftung Gulbenkian. Er besuchte die Kunstschule Artes Decorativas in Lissabon, absolvierte ein Studium an der Akademie der Bildenden Künste in München mit dem Schwerpunkt Malerei bei Ernst Geitlinger, Radierung bei A. Thiermann.
Er war Mitbegründer der Gruppe KWY in Paris (mit René Bertholo, Lourdes de Castro, Gonçalo Duarte, José Escada, João Vieira, Christo und Jan Voss), hatte verschiedene Einzel- und Gruppenausstellungen in München, Paris, Lissabon, Porto, Faro, Rom, Madrid, Brüssel, Tokio, Moskau, Brasilien (u. a.) und war Professor h. c. an der UAlg, Universidade do Algarve, Faro (Studiengang „Visuelle Kunst“).

## Werk
Sein künstlerisches Werk umfasst Gemälde, Graphiken, Objekte, Installationen (Citymobil), Publikationen (Imagination & Ironie), Illustrationen, Azulejos (Wandkacheln) und  Tapeçarias (Wandteppiche).

### Werkauswahl
- Vögel und Stiere • Öl auf Leinwand • 60 × 80 cm • 1955
- Zyklus des Leidens - Delirium I • Öl auf Leinwand • 60 × 80 cm • 1960
- Ikone • Mischtechnik auf Papier • 56 × 46 cm • 1962
- Don Pedro • Öl auf Leinwand • 150 × 110 cm • 1966
- Dona Inês de Castro • Öl auf Leinwand • 170 × 135 cm • 1966
- Dialog zwischen dem Universonauten und Costa Pinheiro im Münchner Atelier, Juni 1973 • Siebdruck • 80 × 62 cm • 1974
- Hétéronyme • Mischtechnik auf Papier • 73 × 102 cm • 1976
- Poetischer Raum • Öl auf Leinwand • 145 × 125 cm • 1983
- Nymphenburg • Öl auf Leinwand • 145 × 125 cm • 1983
- Die dunkle Seite des Meeres - Don João II • Öl auf Leinwand • 145 × 125 cm • 1998/99
- Sie, er, die "cosmolanguage" und der kosmische Dunst • Öl auf Leinwand • 150 × 180 cm • 2003/2004
- Portrait von ihr und ihm • Acryl / Gouache auf Papier • 70 × 100 cm • 1995

## Auszeichnungen
- 1966 Burda-Preis für Malerei[4]
- 1967 Förderpreis der Stadt München für Malerei
- 1967 Preis für Malerei B.P.A. – Sociedade de Belas Artes, Lissabon (Gesellschaft der Schönen Künste, Lissabon).
- 1970 Preis der Erika-Reuter-Stiftung, Lemförde[5]
- 1980 Grafik-Preis der „Intergrafik“ 80, Berlin, DDR
- 1980 Grafik-Preis der II. Kunstbiennale, Vila Nova de Cerveira[6]
- 1981 Nationalpreis für Malerei AICA/SEC, Lissabon[7]
- 2001 Großer Preis der Malerei Amadeo de Souza-Cardoso